# (132) Aethra
(132) Aethra – jasna, metaliczna planetoida z grupy planetoid przecinających orbitę Marsa. 

## Odkrycie
Planetoida została odkryta 13 czerwca 1873 roku w Detroit Observatory w mieście Ann Arbor przez Jamesa Watsona. Nazwa planetoidy pochodzi od Ajtry, która była matką Tezeusza w mitologii greckiej.

## Orbita
Asteroida okrąża Słońce w średniej odległości ok. 2,61 j.a. w czasie 4 lat i 77 dni. W ciągu 5 godzin i 10 minut wykonuje pełny obrót wokół własnej osi.
Była pierwszą odkrytą asteroidą poruszającą się po trajektorii przecinającej orbitę obiegu Marsa (tzn. że czasami znajduje się ona bliżej Słońca niż Mars).